# Felipe Giaffone
Felipe Giaffone, född den 22 januari 1975 i São Paulo, Brasilien, är en brasiliansk racerförare.

## Racingkarriär
Giaffone blev sexa i Atlantic Championship 1995, och fortsatte några år senare i Indy Lights, där han 1998 sluatde på fjärde plats. Han blev sexa i mästerskapet 1999 innan han tog sin enda delseger i mästerskapet 2000, och blev fyra i mästerskapet. Han gjorde sin debut i IndyCar säsongen 2001 för Treadway Racing, och blev bäste rookie i mästerskapet. Hans bästa säsong i IndyCar kom med Mo Nunn Racing 2002, då han tog sin enda seger i IndyCar på Kentucky Speedway, och nådde en meriterande fjärdeplats i mästerskapet. Giaffones säsong gav också en tredje plats i det årets Indianapolis 500, tappade Giaffone sitt momentum och skadade sig, och slutade bara på 20:e plats i mästerskapet. Han skrev därefter på för Dreyer & Reinbold Racing för 2004, men den säsongen gick inte heller så bra som förväntat, och renderade i ännu en 20:e plats. Efter det var hans IndyCar-karriär i stort sett över, även om han gjorde några korta inhopp under de två kommande säsongerna. Han körde därefter lastbilsracing i Brasilien.

## IndyCar

### Segrar
| Nr | Bana              | År   |
| -- | ----------------- | ---- |
| 1  | Kentucky Speedway | 2002 |

### Andraplatser
| Nr | Bana       | År   |
| -- | ---------- | ---- |
| 1  | Fort Worth | 2001 |
| 2  | Nazareth   | 2002 |

### Tredjeplatser
| Nr | Bana             | År   |
| -- | ---------------- | ---- |
| 1  | Indianapolis 500 | 2002 |
| 2  | Richmond         | 2002 |
| 3  | Michigan         | 2002 |
| 4  | Phoenix          | 2003 |
| 5  | Motegi           | 2003 |